# 1961 في جنوب إفريقيا
فيما يلي قوائم الأحداث التي وقعت خلال عام 1961 في جنوب أفريقيا.

## سياسة

### تعيين في المنصب
- 31 مايو – شارل روبيرت سوارت رئيس الدولة في جنوب أفريقيا.

## مواليد

### أبريل
- 16 أبريل – سشالك فان دير ميرفي لاعب كرة مضرب جنوب أفريقي.

### يونيو
- 12 يونيو – بيير كوتزر ملاكم جنوب أفريقي.

### يوليو
- 26 يوليو – داني فيسر لاعب كرة مضرب جنوب أفريقي.

### أغسطس
- 2 أغسطس – فريدي سوير لاعب كرة مضرب جنوب أفريقي.
- 18 أغسطس – أوين داغاما
- 30 أغسطس – بريان ميتشل ملاكم جنوب أفريقي.

### سبتمبر
- 26 سبتمبر – لين براون سياسية جنوب أفريقية.

### أكتوبر
- 2 أكتوبر – بنجامين ريد لاعب كرة قدم جنوب أفريقي.
- 14 أكتوبر – كيفن موير لاعب كرة مضرب جنوب أفريقي.

### ديسمبر
- 25 ديسمبر – كالفين بيترسن لاعب كرة قدم جنوب أفريقي.

## وفيات

### سبتمبر
- 13 سبتمبر – هاري إيزاكس (مواليد 1908) ملاكم جنوب أفريقي.